# Haidelbach (Röthenbach)
Der Haidelbach ist ein etwa zehn Kilometer langer rechter Zufluss des Röthenbachs im mittelfränkischen Landkreis Nürnberger Land, der auf dem Gemeindegebiet von Leinburg verläuft.

## Name
Die Orte Ober- und Unterhaidelbach werden im 11. Jahrhundert als Heidebach erstmals urkundlich genannt. Der Name leitet sich daher vom Wort Heide ab.

## Geographie

### Verlauf
Der Haidelbach entspringt am Nordabhang des 588 m ü. NHN hohen Berges Balcher im Waldgebiet Langes Ried südlich des Leinburger Gemeindeteils Entenberg. Vom Quellgebiet fließt der Bach in nördliche Richtung durch den Hangwald bis zum südwestlichen Ortsrand von Entenberg, wo nach Richtungswechsel nach Westen zwei kleinere Bäche von rechts zufließen. Nun geht es mäandernd durch Felder und Wiesen, von rechts fließt ein weiterer Bach zu und schließlich mündet von links der Kühbach, dessen Quelle unweit der Quelle des Haidelbachs liegt. Nach Unterquerung der Talstrasse genannten Gemeindeverbindungsstraße wird das Bachbett in Oberhaidelbach nahezu kanalisiert zwischen zwei Ästen der gleichnamigen Hauptstraße geführt und unterquert an deren westlichen Ende die Staatsstraße 2404.
Weiter westwärts geht es wieder durch offene Fluren, bis wenige Meter östlich des Weilers Pühlhof von rechts der Ettenbach zufließt. Von nun an und bis zur nächsten Mündung nennt sich das Gewässer Ettenbach und verläuft am Rand des linksseits liegenden Waldteiles Heide entlang nach Südwesten. Nach gut 600 m mündet von rechts am südlichen Ortsrand von Unterhaidelbach der Behlengraben, ab dort heißt der Bach wieder Haidelbach.
Nach Unterquerung der St 2240 schlägt der Bach einen Rechtsbogen, an dessen Ende er ungefähr in Richtung Westen fließt, dabei berührt er auch das Naturschutzgebiet Flechten-Kiefernwälder südlich Leinburg (NSG-00570.01). Aus dem Staatsforst fließt von links der Berglesgraben zu, danach von rechts zwei kleinere Gewässer durch kurze Waldtobel, die an der offenen Flur im Süden von Leinburg einsetzen. Im weiteren Verlauf in Richtung Westen durchläuft der Bach das Anwesen der Leinburger Einöde Heiligenmühle, wo ein rechter Nebenkanal die alte Mühle speist.
Nach kurzer Strecke innerhalb des Staatsforstes tritt der Bach in die langgezogene Gemeindeexklave Leinburgs um die Einöde Fuchsmühle ein und teilt sich beim Mühlenort wieder in zwei Stränge, die beide von der Gemeindeverbindungsstraße Leinburg-Brunn überquert werden; der nördliche verläuft durch die Einöde selbst, der südliche vorbei am Wasserwerk Krämersweiher der Stadt Nürnberg, in diesen mündet von links die Ursprung aus einem südwestlichen Nebental, das ebenfalls zur Exklave gehört.
Gegen Ende der Leinburger Gemeindeexklave vereinigen sich die beiden Äste wieder, der Bach fließt nun nach Nordwesten, nimmt von rechts noch den Schmidgraben (Gänsebühlbach) auf und läuft dann im gemeindefreien Brunner Staatsforst. Dort mündet er etwas über einen halben Laufkilometer weiter abwärts auf 339,8 m ü. NHN nahe an einer Sandgrube auf der rechten Randhöhe von dessen Talmulde und gegenüber der A 3 auf der linken von rechts in den Röthenbach.

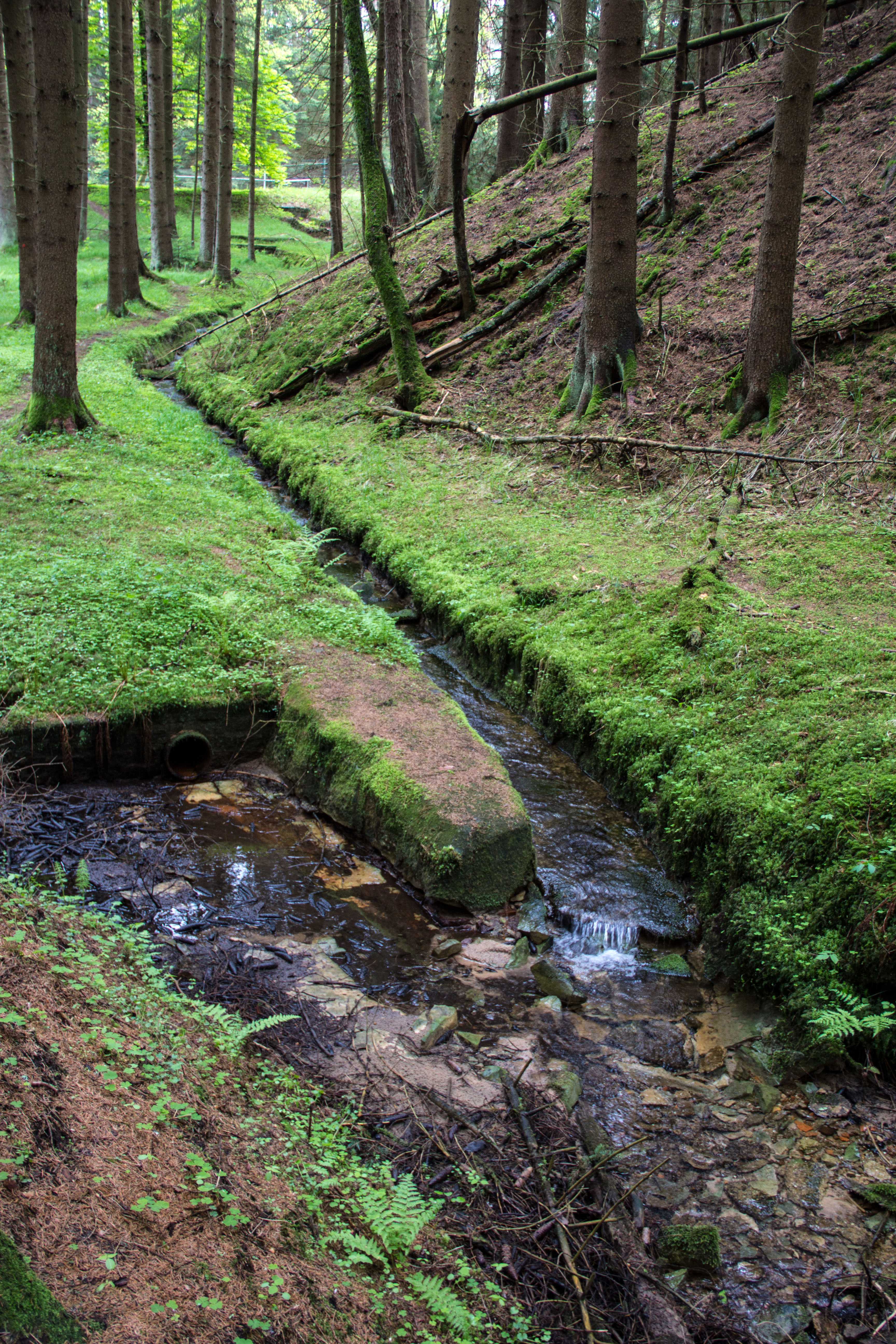
Tal der Ursprung
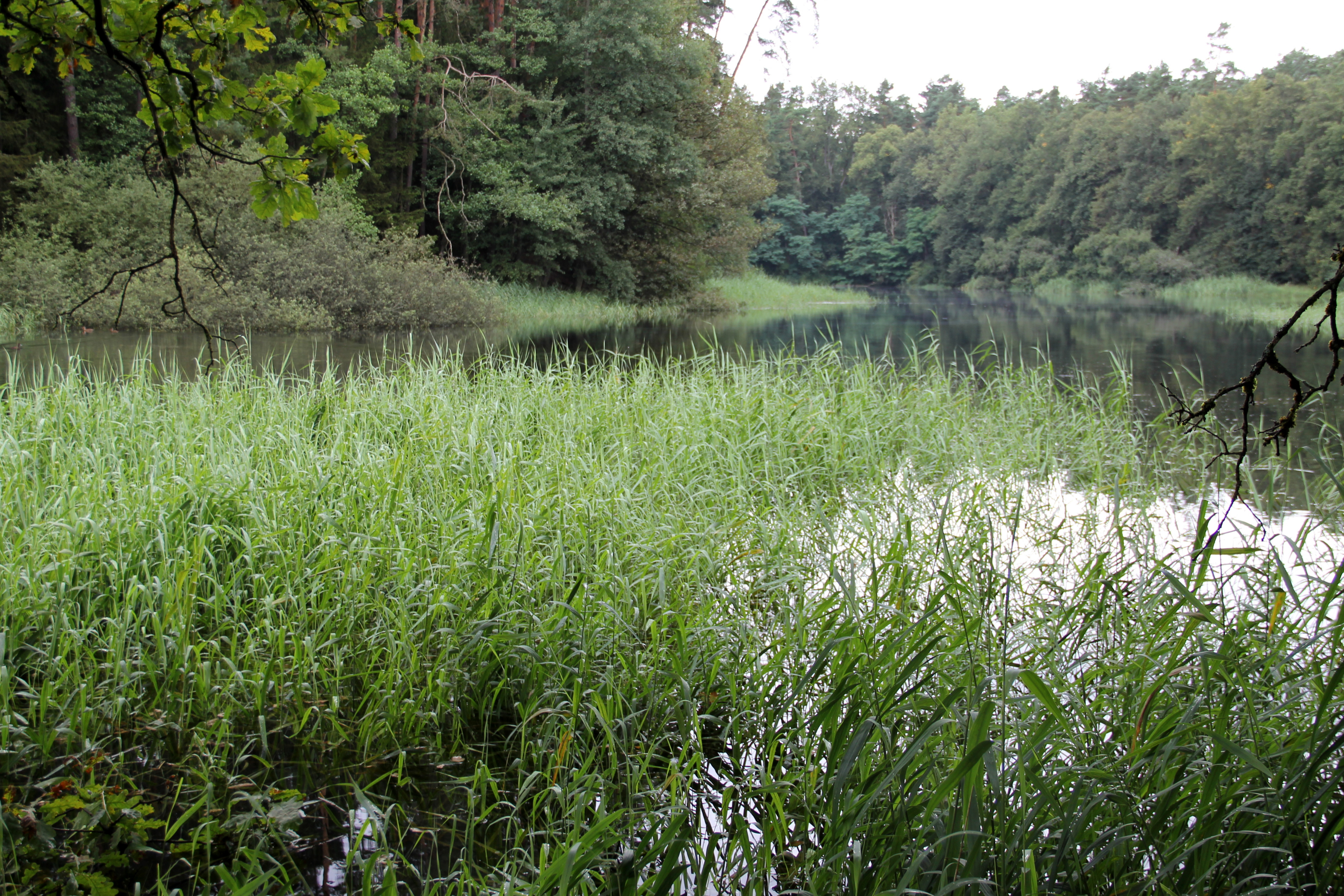
Speckweiher an der zufließenden Ursprung
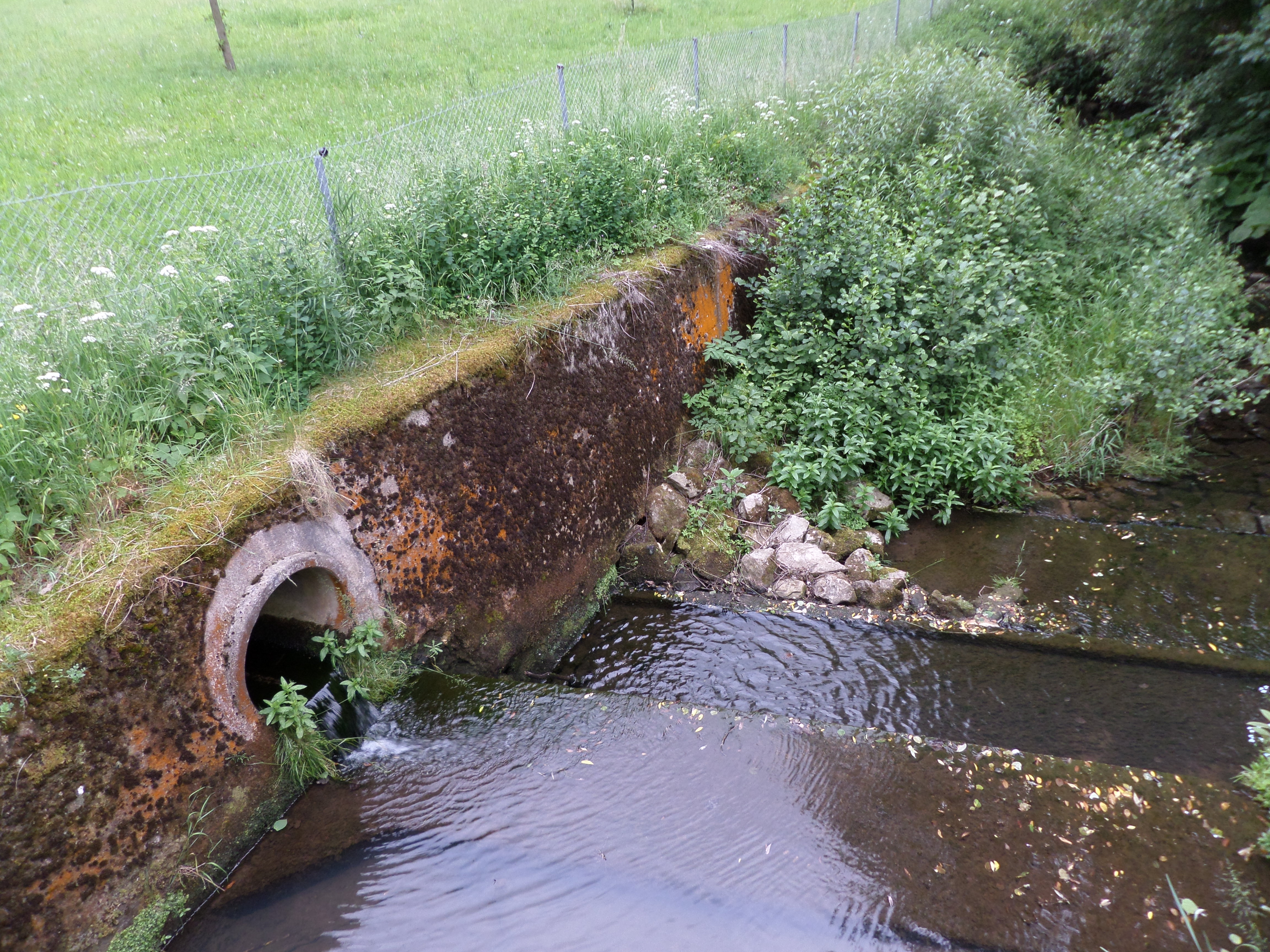
Haidelbach an der Mündung der Ursprung beim Wasserwerk Krämersweiher
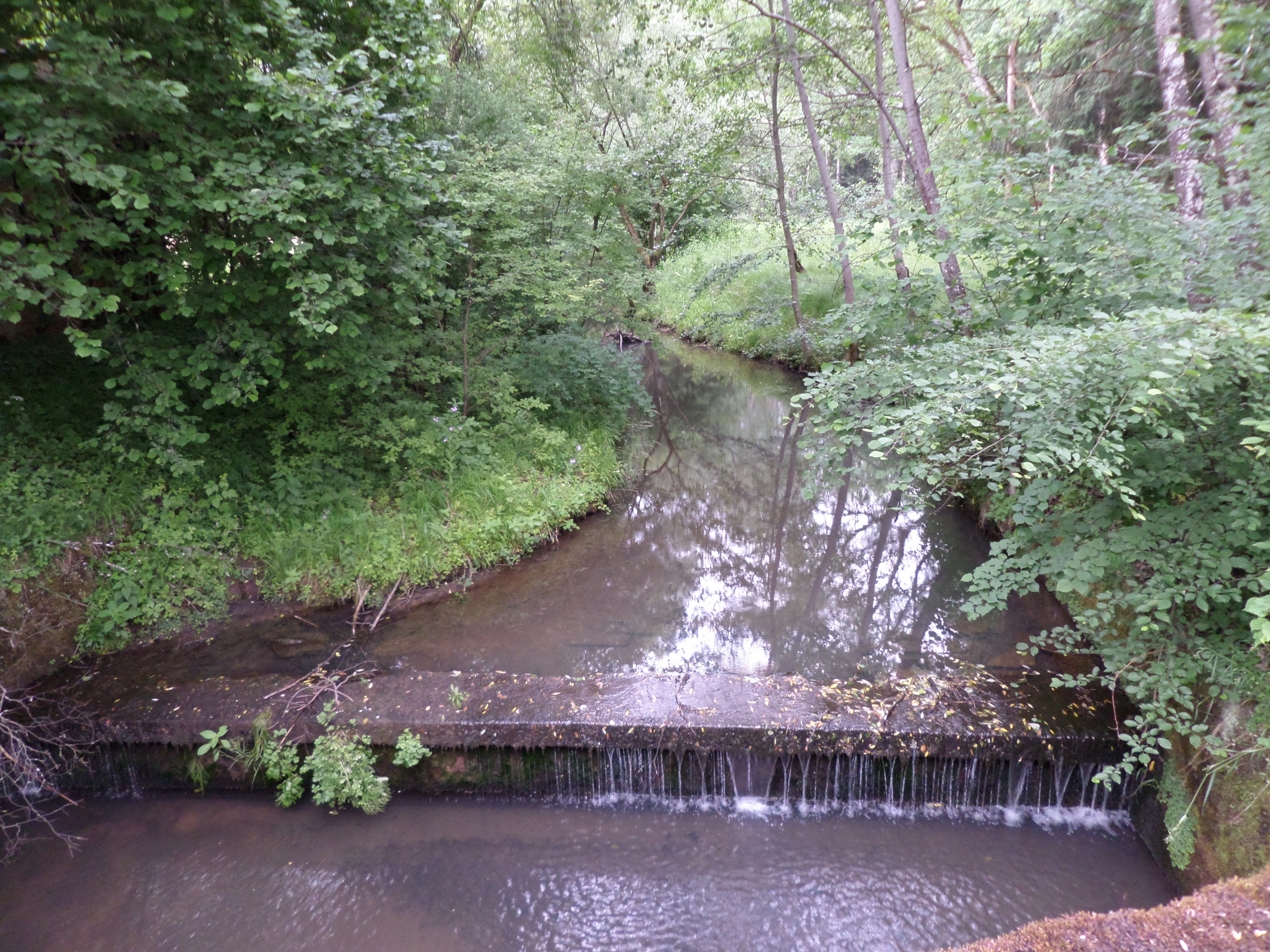
Haidelbach beim Wasserwerk Krämersweiher
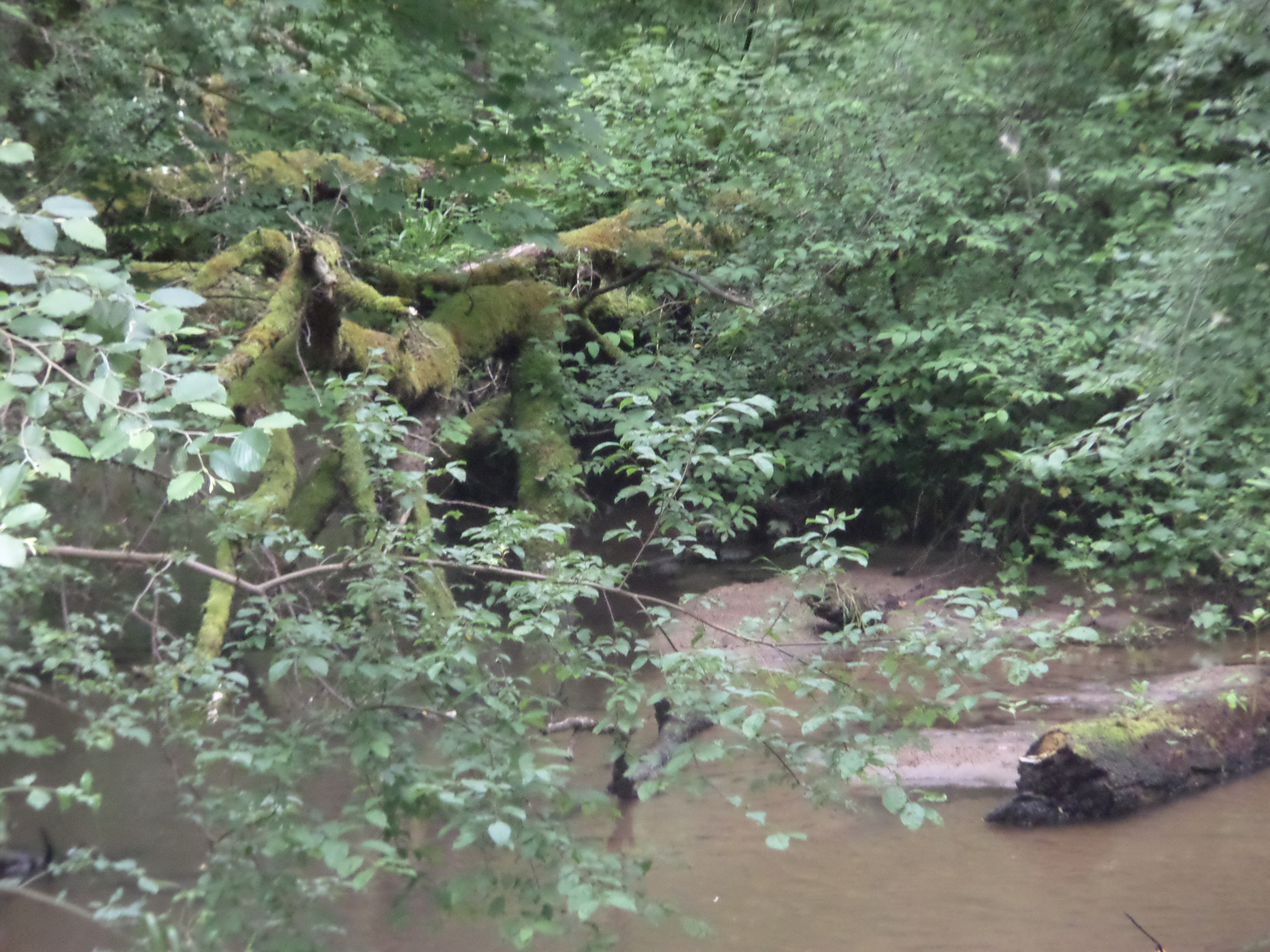
Röthenbach an der Mündung des Haidelbachs

### Einzugsgebiet
Das Einzugsgebiet des Haidelbachs umfasst etwa 34 km² und wird durch ihn über den Röthenbach, die Pegnitz, die Regnitz, den Main und den Rhein zur Nordsee entwässert.
Der Lauf des Bachs liegt bis unterhalb von Entenberg auf der Eismannsberg-Püscheldorfer Flächenalb der Westlichen Flächenalb, einem Teil der Mittleren Frankenalb, danach auf dem längeren Teil im Unterraum Altdorfer Dünengebiet des Nürnberger Beckens mit Sandplatten im Naturraum Mittelfränkisches Becken. Westlich des Albtraufs und der Oberlaufbucht liegt der größte Teil des rechtsseitigen Einzugsgebietes um Leinburg im Vorland der Nördlichen Frankenalb, dort liegt sein mit 603,5 m ü. NHN höchster Punkt an der nördlichen Wasserscheide auf dem Moritzberg nördlich von Leinburg.
Es grenzt
- im Nordosten an das Einzugsgebiet des Hammerbachs, der in die Pegnitz mündet
- im Südosten an das des Raschbach, der über die Schwarzach und die Rednitz in die Regnitz entwässert
- im Süden und Westen an das des Röthenbachs
- und im Norden an das des Sandbachs, der in die Pegnitz mündet.

Der südliche Teil des Einzugsgebiets ist zum größten Teil bewaldet und der nördlichen Bereich wird weitgehend landwirtschaftlich für Wiesenwirtschaft und Ackerbau genutzt.

### Zuflüsse
Auswahl. Längen abgemessen auf dem BayernAtlas.
- (Zufluss), von rechts aus Entenberg, ca. 0,1 km
- (Zufluss), von rechts, mit Oberlauf Neckargraben ca. 1,4 km
- Totengaßbach, von rechts unterhalb von Entenbach, ca. 1,0 km
- Kühbach, von links am Ostrand von Oberhaidelbach, ca. 1,0 km
- (Zufluss), von links in Oberhaidelbach, ca. 0,3 km
- Ettenbach, von rechts bei Pühlhof, ca. 1,9 km
- Behlengraben, von rechts bei Unterhaidelbach, mit dem linken Oberlauf vom Moritzberg ca. 2,5 km
- Leingraben, von links nach Unterhaidelbach, mit längerem linken Oberlauf Berglesgraben ca. 4,5 km
- (Zufluss), von rechts von der Schimmelleite, ca. 0,4 km
- (Zufluss), von rechts vor der Heiligenmühle von der Schimmelleite, ca. 0,5 km
- Urspringbach, von links an der Fuchsmühle aus der Talrinne Ursprung, wenigstens 1,8 km. Durchfließt einen über 2,0 ha großen Weiher
- Schmidgraben, von rechts mit Oberlauf Gänsebühlbach ca. 2,5 km